# Acraea cuva
Acraea cuva is een vlinder uit de familie van de Nymphalidae. De wetenschappelijke naam van de soort is voor het eerst gepubliceerd in 1889 door Henley Grose-Smith.

## Verspreiding
De soort komt voor in de laaglandbossen van Oost-Kenia, Oost-Tanzania, Malawi, Mozambique en Zimbabwe.

## Waardplanten
De rups leeft op Rinorea elliptica (Violaceae).